# 年寄 (相撲)
年寄（日语：／ Toshiyori */?），是日本相撲協會的管理人員，也是相撲部屋的教練與負責人，由退役大相撲力士出任，通常使用敬稱「親方」（日语：／ Oyakata */?）稱呼。

## 歷史
年寄最早起源於江戶時代，當時一些被大名和旗本供養的相撲力士上了年紀後不能有所作為，其職責改為在舉辦相撲比賽時維持秩序。
這些年寄最初只有14人，在昭和時代增加至107人成為定制（其中二人是由退役橫綱出任的一代年寄）。

## 條件
要成為一名年寄，即將退休的力士必須是日本公民。這項規定可追溯至1976年9月，必須最少曾經出任小結以上的級別一個場所，或幕內級別比賽20次全部出賽，或者作為關取進行了30場比賽。這些規則於2013年11月修改，允許在某些情況下僅參加28個場所的力士成為會員。
如果是繼承現有部屋的前力士，僅需全勤幕內級別比賽12次或20次十兩級比賽。但是，只有通過獲取或繼承日本相撲協會中的年寄名跡（俗稱「年寄株」、「親方株」），才能獲得會員資格。年寄名跡只有105個，而且年寄壽命的增加意味著他們需要更長的時間才能空缺。結果，在多年的過程中，名額的減少導致名跡的價格大幅上漲，據報導可高達5億日元。即使是非常成功的力士，也要擁有數目龐大而富有的支持者，才能獲得名跡。在2011年大相撲造假問題爆發、相撲協會成為“公益法人”後，禁止買賣年寄名跡；並且當年寄退休時，名跡歸還相撲協會，由相撲協會決定下一個持有人。
例外情況是對最成功的前橫綱，有時也稱為「大橫綱」，可以提供一次性會員資格，或者稱一代年寄的身份。前橫綱可以用他們的四股名臨時留在相撲協會長達五年，而前大關可以留三年。自從2006年12月廢除準年寄系統（允許逗留兩年）以來，那個級別以下的前力士沒有這樣的寬限期，必須立即永久離開相撲界（除非可向其他年寄借株）。 
所有年寄的法定退休年齡為65歲。2014年，如果獲得相撲協會理事會的批准，允許延長僱用至70歲。這種特殊延期僱用的年寄必須減少30％的工資，也不能在理事會任職和投票。
年寄由平年寄、主任、委員、副理事至理事分五等。他們的月薪由784000日元至1405000日元，另外部屋力士增減也對月薪有影響。

## 職務
年寄在相撲部屋中，不只是指導技術的教練，也等於家長，對力士有絕對權威。他們也負責對新入門的力士進行面試，和接掌相撲協會理事長分派的工作。他們也會外出物色合適的新人加入相撲界。